# Made for Now
Made for Now è una canzone della cantautrice e ballerina statunitense Janet Jackson con la partecipazione del rapper portoricano Daddy Yankee, pubblicata il 17 agosto 2018.

## Descrizione
È la prima canzone di Janet Jackson pubblicata dall'uscita del singolo Dammn Baby del 2016, ultimo estratto dall'album Unbreakable (2015). Nel frattempo la cantante ha firmato un nuovo accordo di distribuzione con Cinq Music per la musica prodotta dalla sua etichetta discografica Rhythm Nation Records.
La canzone è stata prodotta dal cantautore, musicista e produttore britannico Harmony Samuels ed è stata scritta da Janet Jackson e dal duo di suoi collaboratori storici Jimmy Jam & Terry Lewis.
Il testo parla del vivere il presente senza pensare troppo al passato o al futuro. Riguardo allo stile della canzone e al fatto di lavorare con Yankee la popstar ha detto:

### Versione in lingua spagnola
Il 26 novembre 2018 Janet Jackson e Daddy Yankee hanno pubblicato una versione latinoamericana del brano, dove Jackson canta in spagnolo. Daddy Yankee, invece, vi ha aggiunto delle nuove strofe.

## Video musicale
Il video della canzone è stato presentato in anteprima nel programma musicale di MTV, Total Request Live. È stato girato dal regista Dave Meyers, vincitore di vari Grammy Awards, per le strade del distretto newyorkese di Brooklyn con la partecipazione di ballerini internazionali provenienti da vari paesi, tra i quali Ghana, Nigeria, Grenada, Trinidad e Tobago.

## Promozione
Il 17 agosto 2018 Janet Jackson ha interpretato la canzone per la prima volta dal vivo al Tonight Show di Jimmy Fallon in duetto con Daddy Yankee, con un'elaborata coreografia, una dozzina di ballerini, batteristi tra il pubblico e scenografie caraibiche.
Il 29 settembre 2018 Janet Jackson l'ha invece eseguita, senza Yankee, durante un concerto al Global Citizen Festival, il concerto organizzato dal Global Poverty Project, movimento che intende porre fine alla povertà estrema entro il 2030, la cui settima edizione si è svolta al Central Park di New York e a cui hanno partecipato oltre cinquantamila persone.
Il 4 novembre 2018 si è esibita invece in Made for Now agli MTV Europe Music Awards del 2018 a Bilbao in un medley con Rhythm Nation e All for You circondata da numerosi ballerini, accompagnata da tamburi ed effetti pirotecnici. La cantante ha anche aggiunto la canzone nella scaletta del suo tour State of the World Tour nel 2018-2019 e nel suo residency show del 2019, Metamorphosis.

## Accoglienza
Con 3,7 milioni di stream negli Stati Uniti e 20.000 download nella prima settimana di monitoraggio, Made for Now si è piazzata alla posizione numero 8 nella classifica dei brani digitali di Billboard, ha debuttato alla numero 9 nella classifica rhythm and blues e alla numero 36 in quella rhythm and blues/hip hop, 50ª volta nella sua carriera che la cantante vi ha fatto il suo ingresso.
Il singolo (solo digitale) ha esordito all'88º posto nella classifica generale di Billboard, 41ª volta che Jackson vi accede. Il 20 ottobre 2018, con la pubblicazione di nuove versioni remix, la canzone ha conquistato la posizione numero uno nella classifica dance e a gennaio 2019, grazie a una promozione costante che ha coinvolto la radio, ha raggiunto la prima posizione anche in Messico.

## Tracce
Versione Standard
1. Made for Now – 3:30

Made for Now (Eric Kupper Remix EP)
1. Made for Now (Eric Kupper Extended Remix) – 7:21
2. Made for Now (Eric Kupper Radio Remix) – 3:37

durata totale = 10:59
Made for Now (Benny Benassi x Canova Remix)
1. Made for Now (Benny Benassi x Canova Remix) – 2:55

Made for Now (Latin Version)
1. Made for Now - Latin Version – 3:21

## Classifiche
| Classifica 2018/2019           | Posizione massima |
| ------------------------------ | ----------------- |
| Australia                      | 40                |
| Canada                         | 29                |
| Francia                        | 33                |
| Messico                        | 1                 |
| Paesi Bassi                    | 7                 |
| Regno Unito                    | 47                |
| Spagna                         | 27                |
| Dance (USA)                    | 1                 |
| Brani digitali (USA)           | 8                 |
| Rhythm and blues (USA)         | 9                 |
| Rhythm and blues/hip hop (USA) | 36                |
| Billboard (USA)                | 88                |